# Antonio Napolioni
Antonio Napolioni (Camerino, Marcas; 11 de diciembre de 1957) es un obispo católico italiano. Fue nombrado obispo de la Diócesis de Cremona el 16 de noviembre de 2015.

## Biografía
Comenzó a estudiar derecho en la Universidad de Camerino, y después realizó sus estudios de Teología en el seminario local de la Diócesis de Fano.
Fue ordenado sacerdote el día 25 de junio del año 1983 por el que era durante esa época el arzobispo de la Diócesis de Camerino Monseñor Bruno Frattegiani.
El 5 de enero de 2005, recibió el título honorífico de Capellán de Su Santidad por el papa Juan Pablo II. Desde 2010 ha sido párroco de la catedral vieja de San Severino Obispo en San Severino Marche (Marcas).
El 16 de noviembre de 2015 el papa Francisco lo nombró nuevo obispo de la Diócesis de Cremona, sustituyendo al monseñor Dante Lafranconi, retirado por límite de edad.